# Beyoğlu
 (juin 2021).
Si vous disposez d'ouvrages ou d'articles de référence ou si vous connaissez des sites web de qualité traitant du thème abordé ici, merci de compléter l'article en donnant les références utiles à sa vérifiabilité et en les liant à la section « Notes et références ».
Beyoğlu est l'un des 39 districts de la ville d'Istanbul, en Turquie, situé sur la rive européenne du Bosphore et séparé de la vieille ville (péninsule historique de Constantinople) par la Corne d'Or.
Durant le Moyen Âge, il est connu sous le nom de Pera (« l'autre côté », en grec), nom qui est resté en usage jusqu'au début du XXe siècle et la fondation de la République turque.
Le district comprend de nombreux quartiers, parmi lesquels on peut citer Galata (la citadelle médiévale génoise dont Beyoğlu est à l'origine), Karaköy, Cihangir, Şişhane, Tepebaşı, Tarlabaşı, Dolapdere ou encore Kasımpaşa. Quatre ponts enjambent la Corne d'Or, reliant Beyoğlu et la vieille ville, depuis l'aval en remontant vers l'amont : le pont de Galata, le pont du métro sur la Corne d'Or, le pont Atatürk et le pont de Haliç. Beyoğlu est le centre de la vie nocturne d'Istanbul et le district le plus actif dans le domaine des arts et des spectacles.
Les quartiers historiques de Galata et Pera ont été habités par les Européens sous l'Empire ottoman.

Vue panoramique de Beyoğlu.

## Histoire

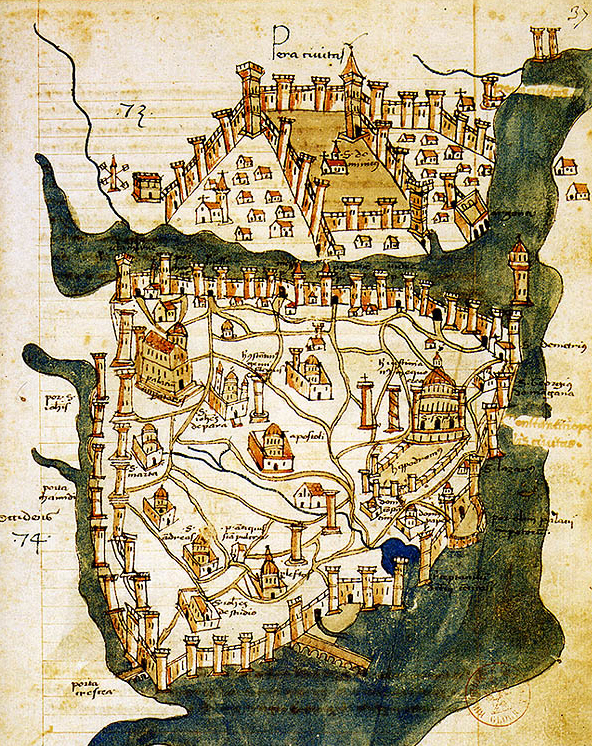
Carte de Constantinople (1422) par le cartographe florentin Cristoforo Buondelmonti montrant Pera (Beyoğlu) au nord de la Corne d'Or et la péninsule de Constantinople au sud.

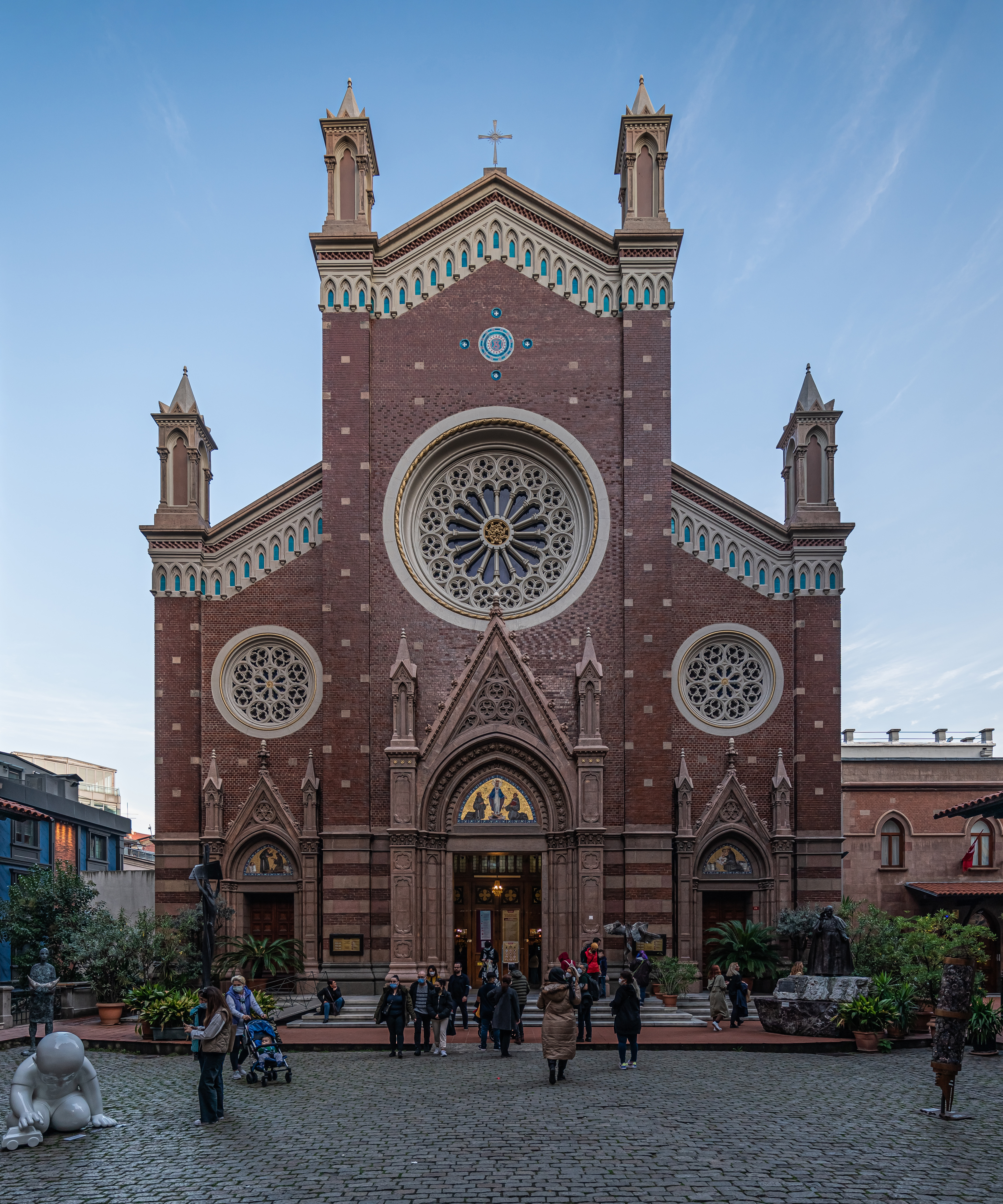
S. Antonio di Padova sur l'avenue İstiklal.

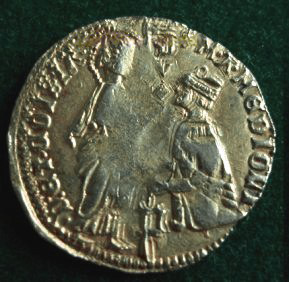
Ducat génois frappé à Pera en 1421 – 1435.

La zone qui est maintenant connue sous le nom de Beyoğlu a été habitée depuis des millénaires, des fouilles ayant notamment montré l'existence de colonies de peuplement sur la rive nord de la Corne d'Or dès l'époque du Christ.

### Période grecque / Galata
Pendant la période grecque, la colline était couverte de vergers, et on l'appelait Sykai (« verger de figuiers »), ou Peran en Sykais (« verger de figuiers situé de l'autre côté »), en référence à « l'autre côté » de la Corne d'Or. Le développement de l'empire byzantin a entraîné celui de Constantinople et de ses environs. Ce côté de la Corne d'Or s'est développé comme faubourg de Byzance dès le Ve siècle. C'est durant cette période que le secteur a commencé à être appelé Galata, et qu'une forteresse a été construite par l'Empereur Théodosius II. Le nom de Galata (dont on ignore encore l'origine) pourrait être relié à la fonction agricole de ces terrains. Pour les Italiens, en revanche, le nom viendrait de Calata (« pente »), Galata ayant été une colonie génoise située sur une colline qui descend vers la mer. Dans la mythologie classique, Galata était l'aïeule du peuple gaulois. Mais ces explications restent des hypothèses.

### De la quatrième croisade à la chute de Byzance
Beyoğlu est connu pour être la base européenne des marchands, en particulier en provenance de Gênes et de Venise, dans ce qui était alors connu sous le nom de Péra. À la suite de la Quatrième croisade en 1204, et au cours de l'Empire latin de Constantinople (1204-1261), les Vénitiens ont été plus importants dans Pera. L'Église des Dominicains de Saint-Paul (1233), aujourd'hui connue sous le nom de Mosquée d'Arap (Arap Camii) date de cette période. En 1273, Pera a été donné à la république de Gênes par l'empereur byzantin Michel VIII Paléologue en remerciement de l'appui de Gênes à l'Empire après la Quatrième croisade et le pillage de Constantinople en 1204. Pera est devenu une colonie avec un commerce florissant, dirigée par un Podestà. Le Palais génois (Palazzo del Comune) a été construit en 1316 par Montano de Marinis, le podestat de Galata (Pera), et demeure aujourd'hui en ruines, près de la Bankalar Caddesi (rue des banques) à Karaköy, à côté de nombreux bâtiments et maisons génoises datant des années 1300. En 1348, les génois ont construit la fameuse tour de Galata, un des plus grands monuments d'Istanbul. Péra (Galata) est restée sous le contrôle génois jusqu'au 29 mai 1453, date à laquelle elle a été conquise par les Ottomans avec le reste de la ville, après le siège de Constantinople.

### Organisation pendant la période byzantine
Au cours de la période byzantine, le Podestà génois a régné sur la communauté italienne de Galata (Pera), qui était composé surtout de Génois, Vénitiens, Toscans et Ragusans). À la suite du siège turc de Constantinople en 1453, au cours duquel les Génois ont défendu la ville avec les Byzantins, le sultan ottoman Mehmed II a permis aux Génois (qui avaient fui vers leurs colonies de la mer Égée, tels Lesbos et Chios) de revenir, mais Galata n'est plus dirigé par un génois Podestà. Venise et Gênes ne manquèrent pas l'occasion de reprendre le contrôle stratégique de la citadelle de Galata (Pera), qu'ils ont dû quitter en 1261 lorsque les Byzantins reprirent Constantinople et mirent fin à l'Empire latin (1204-1261) créé par Enrico Dandolo, le doge de Venise. La république de Venise a immédiatement établi des liens politiques et commerciaux avec l'Empire ottoman, et un Baylo (bailli) vénitien a été envoyé à Péra comme « ambassadeur » politique et commercial, assurant un rôle proche du Podestà au cours de la période byzantine.
Les Vénitiens ont envoyé le peintre Gentile Bellini à Constantinople, qui a réalisé le célèbre portrait du sultan Mehmed II, aujourd'hui à la Galerie Nationale de Portait de Londres. Les Vénitiens ont également suggéré le nom de Léonard de Vinci à Bayezid II, lorsque le Sultan a fait part de son intention de construire un pont sur la Corne d'Or, et Léonard de Vinci a conçu le pont de Galata en 1502. Les croquis et les dessins de celui-ci se trouvent aujourd'hui au Musée National de la Science et de la Technologie de Milan.

### Le Baylo
Le siège du représentant vénitien (le Baylo a été le Palais vénitien, actuel Consulat d'Italie (et auparavant ambassade d'Italie, jusqu'en 1923, date à laquelle Ankara devint la nouvelle capitale turque). Le nom turc de Pera, Beyoğlu, vient de la traduction turque de Baylo[réf. nécessaire], dont le palais a été le plus grandiose monument du quartier. Le nom provient de Bey Oglu (littéralement « Fils du gouverneur » ) et il a été utilisé par les Turcs en particulier pour désigner Luigi Giritti, fils d'Andrea Gritti, le Baylo vénitien durant le règne de Soliman le Magnifique. La maison Luigi's Gritti était située à proximité de ce qui est aujourd'hui la place Taksim. L'Empire ottoman avait une relation intéressante et complexe avec la république de Venise. Même si les deux États ont été souvent en guerre pour le contrôle des territoires de la Méditerranée orientale et des îles, ils étaient désireux de restaurer leurs pactes de commerce après les guerres, comme en témoigne le renouvellement des pactes de commerce de 1479, 1503, 1522, 1540 et 1575 après les grandes guerres maritimes entre les deux parties. Les Vénitiens ont également été les premiers Européens à goûter des délices tels que le café ottoman, des siècles avant que d'autres Européens aient vu les grains de café pour la première fois de leur vie pendant la bataille de Vienne en 1683. Ces rencontres peuvent être décrites comme le début d'une riche "culture du café" à Venise (et plus tard dans le reste de l'Italie) et Vienne.

### Après la conquête turque
Après la conquête de Constantinople et de Péra en 1453, la côte et les zones plus basses ont été rapidement occupées par les Turcs, mais la présence européenne dans la région n'a pas pris fin pour autant. Au cours du XIXe siècle, la zone était de nouveau occupée par de nombreux commerçants européens, et elle abrite encore de nombreuses ambassades, en particulier le long de la Grande Rue de Péra (aujourd'hui İstiklal Caddesi). La présence d'une telle population européenne – les Levantins – en fit la partie la plus occidentale d'Istanbul, en particulier par rapport à la vieille ville de l'autre côté de la Corne d'Or, et a permis l'afflux de la technologie moderne, la mode, et les arts. Ainsi, Beyoğlu fut l'une des premières parties d'Istanbul à avoir des lignes téléphoniques, l'électricité, les tramways, un gouvernement municipal, et même un métro.

### Modernisation de l'urbanisme
Le Tünel, inauguré en 1875 comme la deuxième ligne de métro (après le métro de Londres et le Ficelle de Lyon qui fut son modèle et celui de New-York) pour transporter les gens de Pera depuis le port de Galata et la proximité du quartier des banques d'affaires et de Karaköy, où la Bankalar Caddesi (rue des banques), le centre financier de l'Empire ottoman, est situé[pas clair]. L'ingénieur civil français Eugène-Henri Gavand eut l'idée, en 1867, de construire un plan incliné funiculaire souterrain. Les travaux durèrent du 30 juin 1871 au 5 mai 1874. Il est inauguré le 18 janvier 1875.
Le 3 novembre 1971, après 96 ans de service, le premier funiculaire à cabines en bois, voies parallèles et mu par machines à vapeur, cède sa place au nouveau funiculaire électrique sur pneus à une seule voie qui est encore en service actuellement avec des anciennes voitures de rames MP 55 du métro sur pneus équipées de pneus mais aussi de roues classiques qui peuvent rouler sur les rails de la RATP de Paris. Les rames si typiques ont été remplacées en 2007 par du nouveau matériel. Un deuxième funiculaire ouvert à la fin 2005 qui relie aussi, comme le Tünel, la rive du Bosphore au quartier de Beyoğlu : Taksim - Kabatas.

### Commerces et écoles
Outre les théâtres et le cinéma, la culture du café et des pâtisseries est, jusqu'à aujourd'hui, un élément important de cette zone. Ces éléments datent de la fin de cette période ottomane. Des enseignes comme INCI, célèbre pour sa mousse au chocolat et ses profiteroles, sont antérieures à la fondation de la République et sont encore actives.
Les communautés étrangères ont également créé leurs propres écoles, dont beaucoup ont participé à l'éducation des élites turques. Certaines d'entre elles sont encore aujourd'hui parmi les meilleurs établissements d'Istanbul (voir[Où ?] liste des écoles à Istanbul).

### Byoglu et les Tanzimat
La rapide modernisation qui a eu lieu en Europe durant le xixe siècle et qui a bientôt gagné la Turquie ottomane a été symbolisée par les différences entre Beyoğlu et des quartiers historiques turcs, comme Eminönü et Fatih de l'autre côté de la Corne d'Or, dans la vieille ville. Lorsque les sultans ottomans lancèrent enfin le programme de modernisation des Tanzimat (« réorganisation ») à partir de 1839, ils commencèrent la construction de nombreux bâtiments à Beyoğlu qui mêlaient la culture traditionnelle ottomane avec les nouveaux styles européens. En outre, le sultan Abdülmecid cessa alors de vivre dans le Palais de Topkapı pour s'installer dans un nouveau palais à proximité de Beyoğlu, le Palais de Dolmabahçe, qui mélange les styles néo-classique, baroque et rococo.

### De nos jours

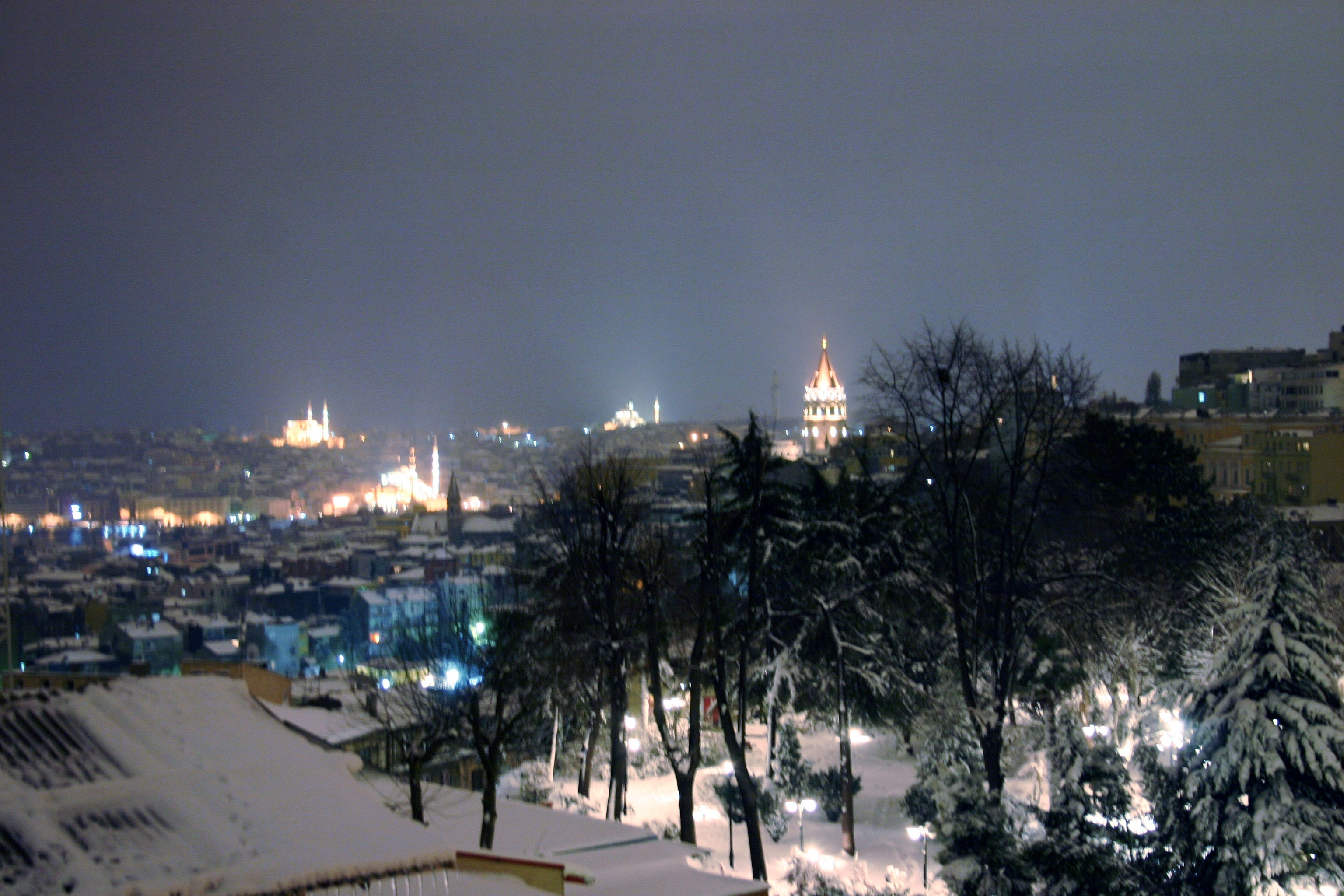
Vue de Beyoğlu par une nuit neigeuse d'hiver.

Après la chute de l'Empire ottoman et la proclamation de la République, Beyoğlu est allé en déclinant. Une grande partie des communautés étrangères ont quitté la ville, et les communautés locales de minorités ethniques, comme les Grecs, les Juifs, les Levantins et les Arméniens - qui ont formé la majorité des habitants de Beyoğlu pendant des siècles - se sont progressivement installés dans d'autres quartiers quand ils ne quittaient pas la ville pour s'installer ailleurs dans le monde. Ce processus a pris de l'ampleur avec la Varlık Vergisi, impôt sur la fortune créé durant la Seconde Guerre mondiale, le pogrom d'Istanbul en 1955 et l'invasion de Chypre en 1974. La montée des violences politiques entre les groupes de gauche et de droite, qui trouble la Turquie à la fin des années 1970, a durement affecté la vie de ces quartiers. Il a accéléré son déclin avec le départ de la classe moyenne, vers de nouvelles zones suburbaines telles que la banlieue de Levent et Yeşilköy. À la fin des années 1980, beaucoup de grandioses immeubles de style néoclassique et Art Nouveau, autrefois habités par la tardive élite ottomane, sont devenus les maisons des immigrants des zones rurales d'Anatolie. En définitive, si Beyoğlu a continué à être réputé pour son atmosphère cosmopolite et raffinée jusque dans les années 1940 et 1950, le district était globalement sinistré sur les plans économique et social au début des années 1980.
À partir du début des années 1990, une rénovation urbaine a ramené de nombreux jeunes professionnels dans la région et revitalisé les principales artères commerçantes. Les zones de faible altitude tels que Tophane, Kasımpasa et Karaköy, et les rues de la zone sont composées des anciens bâtiments. Les résidents des immeubles anciens sont généralement pauvres. Malgré tout le glamour de style européen de l'İstiklal Caddesi, la plus grande municipalité de Beyoğlu vote pour la tendance islamique du parti AK. Cela est dû à l'appui des quartiers relativement conservateurs environnants comme Kasımpaşa et Dolapdere.
Parallèlement à l'İstiklal Caddesi il y a le boulevard nommé Tarlabaşı Caddesi, qui supporte le plus de trafic de la zone et qui a été construit dans les années 1980 par la démolition de bâtiments historiques. Les rues de chaque côté de la route contiennent des bâtiments historiques et les églises. Les nouvelles zones cosmopolites qui les entourent se sont détériorées.
Les étrangers ont longtemps résidé ici. Il y a une atmosphère cosmopolite dans le cœur de Beyoğlu, où les gens de différentes cultures vivent à Cihangir et Gümüşsuyu. La plupart des consulats (anciennes ambassades jusqu'en 1923, quand Ankara devint la nouvelle capitale turque) sont encore dans la zone ; les consulats allemand, britannique, français, néerlandais, russe et suédois sont significatifs.

#### Une centralité commerciale et culturelle

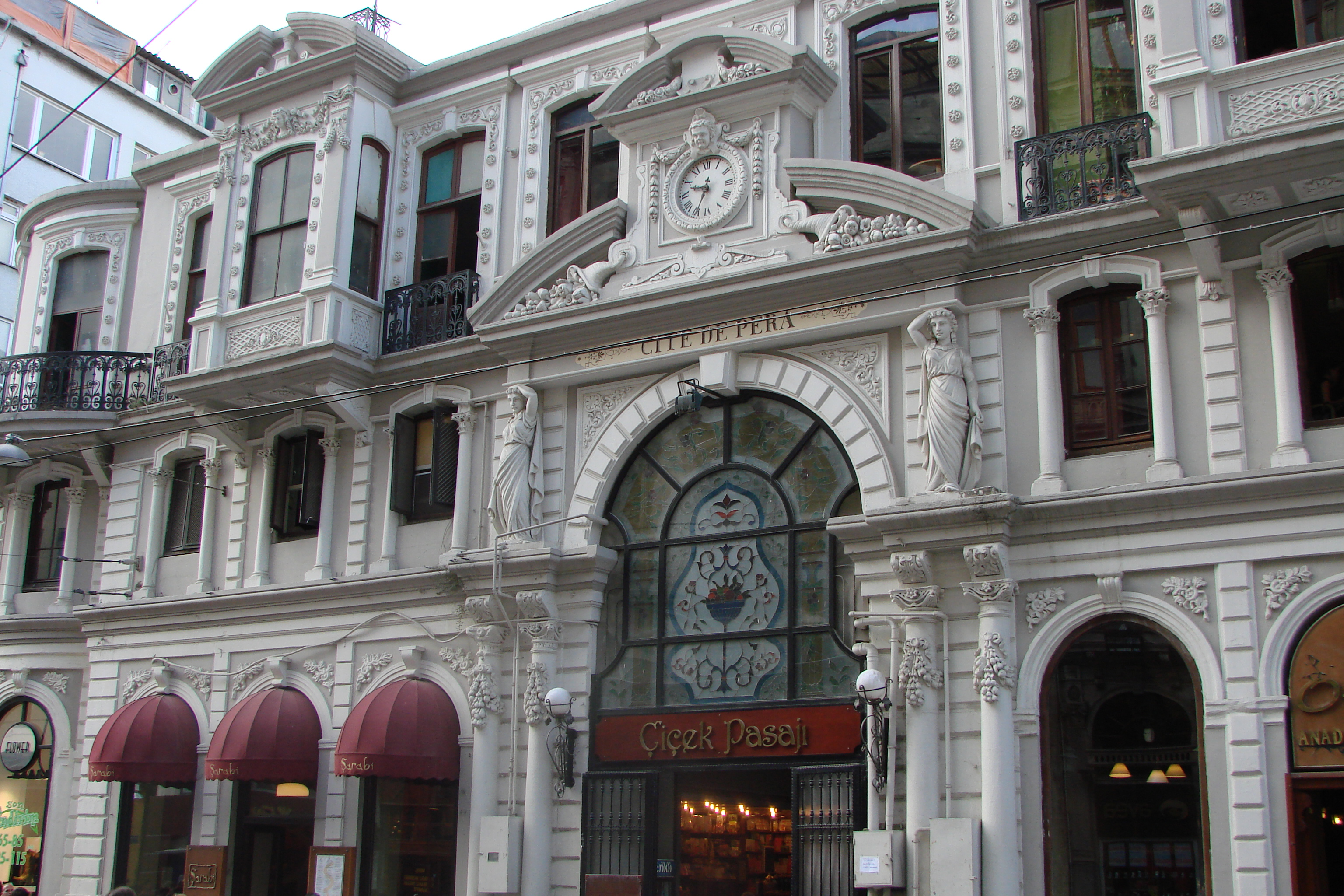
Çiçek Pasajı (Cité de Péra) sur l'avenue İstiklal.

Le Beyoğlu moderne comprend un grand quartier commerçant et de divertissement pour les Stambouliotes de tous âges et horizons. L'artère principale est l'attractive et historique Istiklal Caddesi, reliant la place Taksim à la place de Tünel. C'est une rue piétonne avec boutiques, cafés, pâtisseries, restaurants, pubs, clubs et bars, ainsi que quelques-unes des meilleures librairies de la ville, des théâtres, cinémas et galeries d'art. Une grande partie de l'İstiklal Caddesi a un caractère métropolitain du XIXe siècle, et l'avenue est bordée d'élégants immeubles de style néoclassique et Art Nouveau. Un grand mouvement de restauration a été lancé depuis les années 1990, et beaucoup de ces bâtiments historiques ont été restaurés, même si certains d'entre eux sont encore dans un état de délabrement. Le « tram nostalgique » qui parcourt toute l'avenue a également été réinstallé au début des années 1990, avec pour objectif de restaurer l'atmosphère historique de l'arrondissement.
La plupart des pubs et des bars de la ville sont situés dans le quartier qui entoure l'Istiklal Caddesi. Le Çiçek Pasajı (littéralement Passage des fleurs en turc, ou Cité de Péra en français, ouvert en 1876) sur l'avenue İstiklal a été construit selon le modèle des passages du XIXe siècle, comme la Galerie Vittorio Emanuele II à Milan en Italie, et comporte des bars et des restaurants. Le site du Çiçek Pasajı était occupé par le Théâtre Naum, qui a brûlé pendant l'incendie de Pera en 1870. Le théâtre était fréquemment visité par les sultans Abdulaziz et Abdulhamid II, et a accueilli la pièce de Giuseppe Verdi Il Trovatore avant même l'Opéra de Paris. Après l'incendie de 1870, le théâtre a été acheté par le banquier grec Hristaki Zografos Efendi et l'architecte italien Zanno a conçu le bâtiment actuel, qui a été appelé Cité de Péra ou le passage Hristaki dans ses premières années. Yorgo'nun Meyhanesi (bar à vins de Yorgo) a été le premier à être ouvert dans le passage. En 1908, le Grand Vizir Sait Paşa de l'Empire ottoman a acheté l'immeuble qui est devenu connu sous le nom du passage Sait Paşa. Après la révolution russe de 1917, beaucoup de femmes russes nobles appauvries, y compris une baronne, y ont vendu des fleurs. Depuis les années 1940, le bâtiment a été le plus souvent occupé par des magasins de fleurs, d'où le nom turc actuel de Pasajı Çiçek (Passage des fleurs en turc, ou Cité de Péra). À la suite de la restauration de l'édifice en 1988, il a été rouvert en tant que galerie de pubs et restaurants.

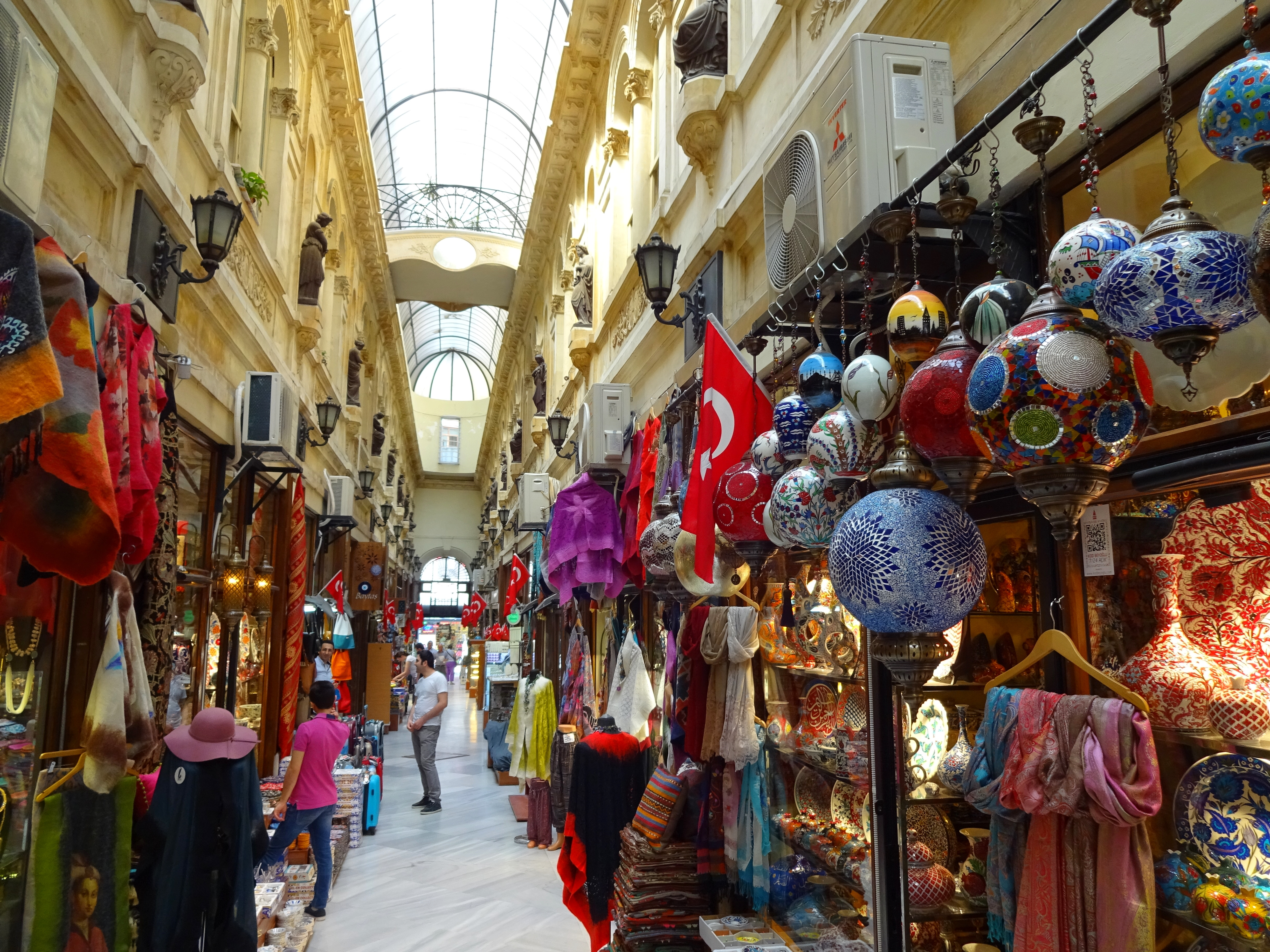
L'Avrupa Pasajı, une galerie marchande historique.

Pano, créé par Panayot Papadopoulos en 1898, et le proche Viktor Levi, ont établi en 1914 parmi les plus anciennes bars à vins dans la ville et sont situées près de la rue Kalyoncu Kulluk près du consulat britannique et de la place de Galatasaray. Cumhuriyet Meyhanesi (littéralement République du bar à vins), appelé de cette façon depuis le début des années 1930, mais à l'origine, créé au début des années 1890, est un autre bar à vin historique et est situé dans les environs de la rue Sahne avec le Hazzopulo établi en 1871, à l'intérieur du passage Hazzopulo qui relie Sahne Street et Meşrutiyet Avenue. La célèbre rue Nevizade, qui a des pubs historiques les uns à côté des autres, est également dans cette zone. D'autres pubs historiques se trouvent dans les zones autour du passage du Tünel et de la rue Asmalımescit. Certains quartiers historiques autour de l'avenue İstiklal ont récemment été recréés, comme la rue Cezayir (rue d'Algérie) près du Lycée Galatasaray, qui est désormais connus sous le nom de La Rue Française et des rangées de pubs francophones, cafés et restaurants qui jouent en direct de la musique française. Artiste Teras (Terrasse des Artistes) sur la rue Cezayir est un restaurant-bar qui offre une vue panoramique de Sainte-Sophie, du palais de Topkapı, de la mosquée de Sultanahmet et de la tour de Galata.
Dans Beyoğlu, il y a également de nombreux night-clubs. Babylone et Nu Pera sont parmi les plus populaires boîtes de nuit et restaurants de style européen dans le quartier, tandis qu'à Kemancı on joue rock, hard rock et heavy metal. Maksim joue de la musique orientale, tandis qu'Andon est un lieu où l'on peut manger, boire et danser au son de la musique turque traditionnelle appelée Fasıl. Il y a aussi des restaurants sur le toit de bâtiments historiques, avec une magnifique vue sur la ville, tels que le 360. Rejans est un restaurant russe historique. La rue Asmalımescit a de nombreux restaurants traditionnels turcs et des Ocakbaşı (grill), tandis que les rues autour de l'historique Balıkpazarı (Marché du poisson) sont pleines de restaurants offrant des fruits de mer frits, comme les moules et les calamars avec de la bière ou raki, ou la traditionnelle kokoreç. Beyoğlu a également de nombreux passages élégants du XIXe siècle, dont la plupart ont d'historiques et classiques chocolateries et pâtisseries, comme le Markiz Pastanesi, avec de nombreux magasins de garnitures. Il y a également un large éventail de restaurants fast-food dans le quartier, de chaînes internationales telles que McDonald's, Burger King, Domino's Pizza, Pizza Hut, etc; ainsi que les chaînes turques, comme Simit Sarayı qui servent des simits (pain recouvert de grains de sésame en forme de bretzel géant) avec du fromage et du thé, ou des restaurants avec le döner kebab maison.
Beyoğlu est tout aussi animée de jour comme de nuit. Outre les centaines de boutiques qui bordent les rues et avenues du quartier, c'est aussi un quartier d'affaires. Odakule, une construction de grande hauteur des années 1970 (le premier bâtiment de style "expressionnisme structurel" en Turquie), est le siège d'Istanbul Sanayi Odası (ISO) (Chambre d'industrie d'Istanbul) et est situé entre l'avenue İstiklal et Tepebaşı, à côté du Musée Pera. La plupart des étages supérieurs des bâtiments de Beyoğlu sont des bureaux, et les petits ateliers sont dans les rues secondaires.

## Administrations
Le district de Beyoğlu est divisés en 45 quartiers (mahalleler, en turc) au sein de 21 grands quartiers historiques :

### Liste des quartiers oumahalleler
- Azapkapı
- Asmalı Mescit
- Bedrettin
- Bereketzade
- Bostan
- Bülbül
- Camiikebir
- Cihangir
- Çatma Mescit
- Çukur
- Emekyemez
- Evliya Çelebi
- Fetihtepe
- Firuzağa
- Gümüşsuyu
- Hacıahmet
- Hacımimi
- Halıcıoğlu
- Hüseyinağa
- İstiklal
- Kadımehmet Efendi
- Kalyoncu Kulluğu
- Kamer Hatun
- Kaptanpaşa
- Katip Mustafa Çelebi
- Keçecipiri
- Kemankeş Karamustafapaşa
- Kılıçalipaşa
- Kocatepe
- Kulaksız
- Kuloğlu
- Küçükpiyale
- Müeyyetzade
- Ömeravni
- Örnektepe
- Piripaşa
- Piyalepaşa
- Pürtelaş Hasan Efendi
- Sururi Mehmet Efendi
- Şahkulu
- Şehitmuhtar
- Sütlüce
- Tomtom
- Yahya Kâhya
- Yenişehir

### Liste des quartiers historiques
- Ayaspaşa
- Azapkapı
- Çıksalın
- Çukurcuma
- Dolapdere
- Fındıklı
- Galata
- Galatasaray
- Hacıhüsrev
- Hasköy
- Kabataş
- Karaköy
- Kasımpaşa
- Kuledibi
- Şişhane
- Taksim
- Talimhane
- Tarlabaşı
- Tepebaşı
- Tophane
- Tünel

## Musées et monuments
- Le musée d'art moderne d'Istanbul, situé près du port de Karaköy sur le Bosphore, avec une vue magnifique sur la pointe du Sérail (Sarayburnu), a souvent accueilli des expositions d'artistes turcs et étrangers.
- Le musée de Pera expose quelques-unes des œuvres d'art les plus intéressantes de la fin de la période ottomane, comme le célèbre Kaplumbağa Terbiyecisi (Turtle Trainer) par Osman Hamdi Bey. Outre sa collection permanente, le musée accueille également des expositions temporaires consacrées à des peintres de renommée mondiale comme Rembrandt.
- Le musée Doğançay, le premier musée d'art contemporain de Turquie consacré à des œuvres d'un seul artiste, a officiellement ouvert ses portes au public en 2004. Bien que le musée affiche presque exclusivement des œuvres de son fondateur Burhan Doğançay, l'un des artistes contemporains les plus célèbres, un étage a également été réservé aux œuvres du père de l'artiste Adil Doğançay.
- L'hôtel Pera Palace, construit en 1892 pour accueillir les passagers de l'Orient Express, est un autre monument de renom dans le district. Agatha Christie y a écrit son roman le plus célèbre, Le Crime de l'Orient-Express, et sa chambre est toujours conservée comme musée.
- On trouve à Beyoğlu de nombreuses églises catholiques et orthodoxes, une église arménienne, ainsi que plusieurs synagogues. Saint-Antoine de Padoue sur İstiklal Avenue est la plus grande église catholique à Istanbul, et la synagogue Neve Shalom la plus grande synagogue de la ville. Le seul musée juif de Turquie, qui a été créé dans une synagogue, se trouve également dans le district.
- Beyoğlu a également beaucoup de tekke (complexes de mosquée) et de türbe (tombeaux) historiques.
- Le Musée juif de Turquie.